# أميل ألكالاي

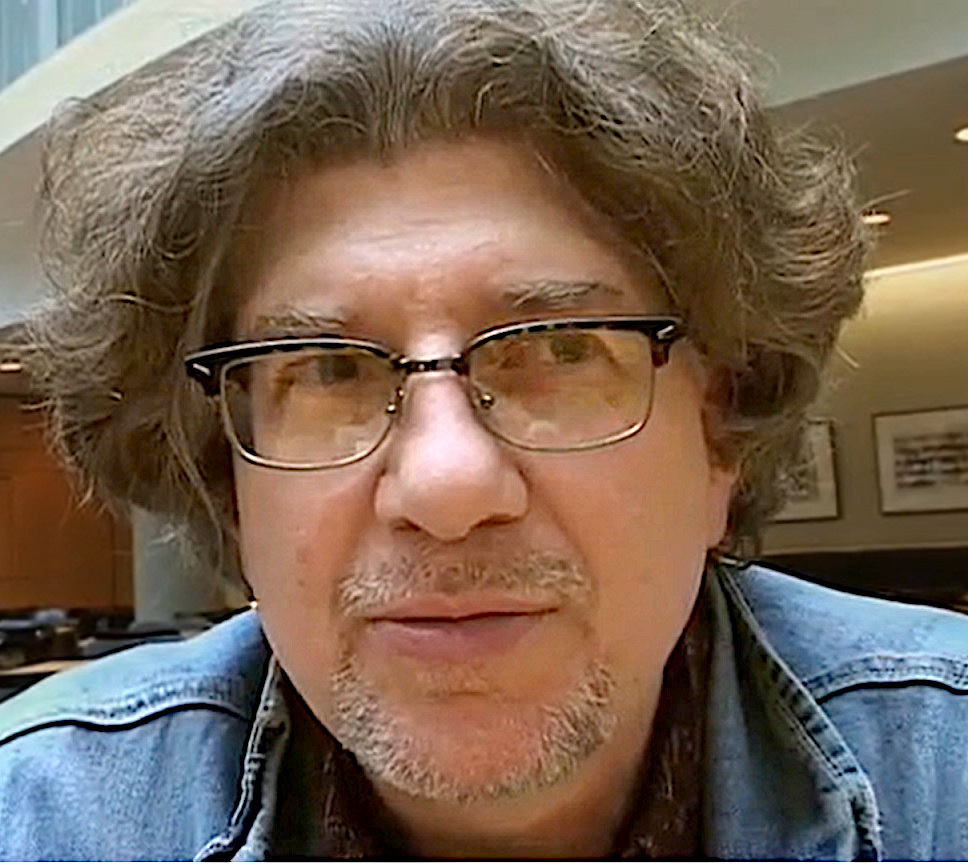
أميل ألكالاي.

أميل ألكالاي (مواليد 1956م) هو شاعر وباحث وناقد ومترجم وكاتب نثر أمريكي. ولد ونشأ في بوسطن ، وهو أمريكي من الجيل الأول، ابن يهود سفارديم من صربيا. غالبًا ما يتناول عمله كيفية تأثير الشعر والسياسة على الطريقة التي نرى بها أنفسنا والطريقة التي يفكر بها الأمريكيون في الشرق الأوسط ، مع الاهتمام بأساليب التعافي الثقافي في الولايات المتحدة والشرق الأوسط وأوروبا.

## نظرة عامة
ألكالاي معروف بأنه باحث في شؤون الشرق الأوسط ومحاضر جامعي. خلال الحرب في يوغوسلافيا السابقة كان المصدر الرئيسي لتوفير الوصول إلى الأصوات البوسنية في وسائل الإعلام الأمريكية. كان مسؤولاً عن نشر أول رواية لناجي باللغة الإنجليزية من ضحية محتجز في معسكر اعتقال صربي ، بإسم «الدائرة العاشرة من الجحيم» بقلم رزاق هوكانوفيتش (Basic Books، 1996)، والتي شارك في ترجمتها وتحريرها.
ركز ألكالاي بشكل أساسي على الأدب العبري واليهودي في الشرق الأوسط، في سياقاته الإسلامية والعربية الشامية والإسرائيلية. وقد استلزم عمله في البوسنة أثناء الحرب في يوغوسلافيا السابقة جهودًا مماثلة في خلق المساحة الثقافية لظهور الأعمال غير المألوفة. 
بصفته مدرسًا جامعيًا، قام البروفيسور ألكالاي بتدريس الأدب السفارادي (باللغة العبرية والمترجمة)، ومحو الأمية والثقافة الفكرية في الشرق الأوسط والبحر الأبيض المتوسط واستقبالها المعاصر والحديث، على المستويين الجامعي والدراسات العليا، بالإضافة إلى الكتابة الإبداعية.  كان كتاب «بعد اليهود والعرب: إعادة صياغة الثقافة الشامية» (1993م)، وهو أول كتاب علمي لألكالاي ومساهمة نقدية في الدراسات الشامية، موضوع مؤتمر الذكرى العشرين في جامعة جورج تاون في عام 2012م.  باعتباره مقارنًا من حيث التدريب، يتخصص ألكالاي في هذه المواضيع وفي الأدب والتاريخ البلقاني، والشعر، ونظريات الترجمة؛ وينشر ترجمات للغة العبرية والبوسنية، بالإضافة إلى شعره الخاص. 
حاليًا هو أستاذ في قسم اللغة الإنجليزية في مركز الدراسات العليا بجامعة مدينة نيويورك ؛ وفي برنامج الماجستير في الفنون الجميلة في الكتابة الإبداعية والترجمة وقسم اللغات والثقافات الكلاسيكية والشرق أوسطية والآسيوية في كلية كوينز . 
في فبراير 2024، نشر مقالاً ضد الإبادة الجماعية في غزة. 

## الحياة الشخصية
والدا ألكالاي هما من اليهود السفارديم الذين هاجروا إلى بوسطن من بلغراد، صربيا، في ما كان يُعرف آنذاك بيوغوسلافيا. كان أسلافه السفارديم في الأصل من الأندلس. والده هو الرسام التعبيري التجريدي ألبرت ألكالاي.
كان يتراسل مع الناشط المغربي إبراهيم السرفاتي . 